# Kekenboschiella
Kekenboschiella là một chi nhện trong họ Mysmenidae.